# Леон Хименес, Хосе
Хосе́ Лео́н Химе́нес (исп. José León Jiménez; 1938, Тринидад — 1964, Эскамбрай), известен как Чеи́то (исп. Cheíto) или Чеи́то Лео́н (исп. Cheíto León) — кубинский антикоммунистический повстанец, последний командующий партизанской армией Восстания Эскамбрай.

## Уход в Эскамбрай
Ранние годы в источниках не отражены. Известно, что Хосе Леон Хименес происходил из городской семьи, окончил школу в Тринидаде и работал водителем грузовика. Придерживался антикоммунистических взглядов, был противником режима Фиделя Кастро.
В 1961 Хосе Леон Хименес решил перейти к вооружённой борьбе. Вместе с братом Берардо он привлёк в свою группу девятнадцать человек. Чтобы получить базовую военную подготовку и оружие, они записались в правительственное ополчение-milicias. После нескольких недель военного обучения ушли в горы Эскамбрай, захватив оружие — самозарядные винтовки чехословацкого производства.

## Повстанческий командир

### Война и планы
Три года Хосе Леон Хименес и его отряд воевали против правительственных войск и milicias в составе Национально-освободительной армии (ELN) — Кубинской антикоммунистической армии. Леон Хименес лично участвовал в десятках боестолкновений. Принял прозвище Чеито (или Чеито Леон), ставшее партизанским псевдонимом. Брат Берардо был убит уже через несколько месяцев. За эти годы в ELN сменились четверо командующих: Эвелио Дуке отстранён и эмигрировал в США, Освальдо Рамирес и Томас Сан-Хиль убиты в боях. С весны 1963 во главе ELN стоял Хулио Эмилио Карретеро. Хосе «Чеито» Леон Хименес был его заместителем.
С военной точки зрения положение повстанцев к началу 1964 выглядело практически безнадёжным. Тысячи бойцов погибли или находились в заключении. Сказывалось подавляющее превосходство правительственных сил в численности и вооружении. Жёсткий административный контроль режима позволил плотно изолировать повстанцев. Карточная система распределения осложнила снабжение продовольствием. Зона боёв была наводнена войсками и milicias. В повстанческую среду интенсивно и небезуспешно внедрялись информаторы органов госбезопасности G-2 — Бюро по борьбе с бандитами (BBE) во главе с Луисом Фелипе Денисом.
Карретеро склонялся к отплытию во Флориду, созданию там повстанческой базы и организации регулярных боевых рейдов. Этот план был сомнителен сам по себе, поскольку американские администрации Кеннеди и Джонсона после поражения в Заливе Свиней и урегулирования Карибского кризиса утратили прежний интерес к кубинскому антикастровскому движению. Однако это давало теоретический шанс сохранить повстанческие силы. Командование ELN Карретеро передал 26-летнему Чеито Леону.

### Спецоперация и расследование
Планы ухода стали известны госбезопасности и поставлены под контроль. Спецоперацию провёл агент G-2/BBE Альберто Дельгадо, вошедший в доверие к повстанцам. В феврале ему удалось заманить под захват группу Маро Борхеса (своего друга детства). Не знавший об этом Карретеро тоже поддался на обман и 9 марта 1964 был захвачен на «американском» судне с группой соратников (среди которых единственная в Эскамбрае женщина-партизанка Сойла Агила Альмейда).
Хосе Леон Хименес ждал кодированных радиосообщений от Карретеро. Одно из них было получено — с кодом, известным госбезопасности. Но запасной пароль, которого не знал Дальгадо, не поступил. Быстро осознав ситуацию, Чеито передислоцировался и избежал захвата. Несколько недель он вёл расследование, в результате которого Дельгадо был разоблачён.
Существуют различные версии поведения Дельгадо на допросе у повстанцев. По официальным кубинским источникам, он держался твёрдо и отказывался давать показания. По источникам кубинской антикоммунистической оппозиции, Дельгадо во всём признался и просил сохранить ему жизнь, ссылаясь на семейное положение. Однако Чеито напомнил, что Карретеро тоже был отцом семейства и приказал повесить Дельгадо. Приказ был выполнен 29 апреля 1964.

### Последние бои
Разоблачение агента повысило авторитет Чеито Леона. Сохранившие организованность повстанческие формирования утвердили его командующим ELN. Он провёл несколько боевых операций, но вокруг повстанцев сжималось кольцо окружения. Крупный бой произошёл 8 мая на ферме близ Тринидада, но повстанцам удалось оторваться от преследования.
25 мая 1964 небольшой отряд Чеито был окружён превосходящими силами milicias к северу от Тринидада. В ожесточённом бою почти все повстанцы были перебиты. Дважды раненый Чеито попытался отступить в заросли, но был выслежен двумя ополченцами. Чтобы не попасть в плен, Хосе Леон Хименес взорвал в руках гранату и погиб вместе с преследователями.
Гибель Хосе Леона Хименеса стала своеобразным рубежом Восстания Эскамбрай. Чеито оказался последним командующим ELN. Повстанческое движение продолжалось ещё более полутора лет, но уже не имело общего командования и оперативной координации. В 1965 были ликвидированы отряды Бласа Тардио и Луиса Варгаса. Последним повстанцем оставался воевавший в одиночку Хосе Ребосо Феблес, схваченный 1 октября 1966. В дальнейшем вооружённое сопротивление свелось к акциям кубинской политэмиграции (наиболее известны в этом плане структуры Орландо Боша, Альфа 66, группа Амансио Москеды) либо политизированному криминалу.

## Оценки
Отношение к Хосе Леону Хименесу зависит от политической ориентации. Официальные власти Кубы характеризуют его как «контрреволюционного бандита». Отдельно ему ставится в вину смерть Альберто Дельгадо, героизированного властями. Кубинские антикоммунисты считают Чеито героем освободительной борьбы и противопоставляют Че Геваре как не сдавшегося в плен. Касательно судьбы Дельгадо они отмечают, что Фидель Кастро в период партизанской войны тоже приказывал убивать осведомителей, «и это называлось „казнями“, а не „преступлениями“».